# Moby Aki
Il Moby Aki è un traghetto appartenente alla compagnia di navigazione italiana Moby Lines.

## Caratteristiche

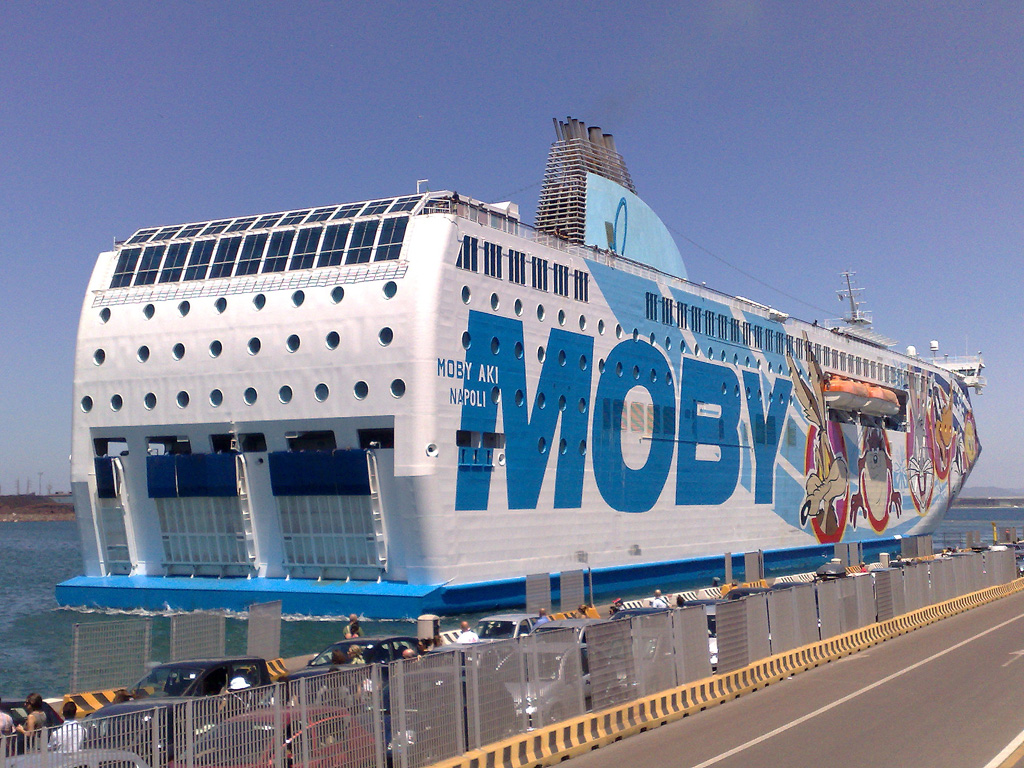
La nave in arrivo a Piombino

Il Moby Aki è stato costruito nel 2005 dalla Fincantieri presso il cantiere navale di Ancona; appartiene alla generazione dei fast-cruise ferry, navi concepite per il trasporto combinato di passeggeri e autoveicoli al seguito con standard alberghieri paragonabili a quelli delle navi da crociera e velocità di servizio elevate. Tra i servizi a bordo sono infatti compresi due ristoranti (uno à la carte e un self-service), bar all'aperto, piscina, area giochi per bambini e videogame, negozio duty-free, solarium esterno e copertura wi-fi a bordo durante la traversata.
Le sistemazioni prevedono 320 cabine e una sala poltrone da 191 posti, per una capacità complessiva di 2.200 passeggeri. Elevata anche la capacità di trasporto veicoli, pari a 750 automobili o 1.972 metri lineari di carico rotabile disponibili su tre ponti.
La propulsione è affidata a 4 motori diesel Wärtsilä 12V46C da 12.600 kW ciascuno, per una potenza complessiva pari a 50.400 kW; per le manovre in porto sono presenti due ulteriori bow thruster da 1.500 kW ciascuno. La velocità massima raggiungibile è pari a 27 nodi, il che rende il traghetto - al pari del gemello Moby Wonder - la nave più veloce attualmente in servizio per Moby Lines.

## Servizio
Il Moby Aki è entrato in servizio nell'estate 2005 sulla rotta Livorno-Olbia, alternando negli anni successivi presenze anche sulle rotte Piombino-Olbia e Civitavecchia-Olbia.
Il 6 settembre 2019 la compagnia annuncia la vendita del traghetto, insieme al gemello Moby Wonder, alla società danese DFDS, che ne programma l'impiego sulla linea Newcastle-Amsterdam a partire dal primo trimestre del 2020; l'operazione tuttavia non viene conclusa a causa dell'opposizione del colosso Unicredit, creditore della società armatoriale italiana.  
Dopo un breve periodo in disarmo la nave è tornata operativa sulla Livorno-Olbia nella stagione invernale 2019-2020, mentre in quella estiva 2020 ha effettuato a rotazione le rotte da Olbia verso Genova e Civitavecchia. Nelle successive stagioni estive la nave viene impiegata stabilmente sulle tratte Genova-Olbia (in notturna) e Piombino-Olbia (in diurna) insieme al gemello Moby Wonder, mentre nei periodi invernali è impiegata abitualmente sulla rotta Livorno-Olbia.
Tra il 16 ottobre e il 17 novembre 2022 il Moby Aki viene sottoposto a lavori di manutenzione presso i cantieri di Genova, venendo temporaneamente sostituito dallo Sharden noleggiato da Tirrenia-CIN.
Dal giugno 2023 il Moby Aki è in servizio sulle rotte Genova-Olbia e Piombino-Olbia, Civitavecchia-Olbia per Tirrenia-CIN.
Dal 23 ottobre al 22 novembre 2023 prende servizio per la prima volta sulla rotta Genova-Porto Torres in coppia con la Moby Wonder. Dal 18 dicembre 2023, dopo il disarmo, riparte per un solo viaggio sulla Genova-Porto Torres, continua con la Genova-Olbia per poi tornare sulla Genova-Porto Torres. Dalla sera del 10 febbraio alla mattina del 21 marzo 2024 torna in servizio per Moby Lines sulla Livorno-Olbia al posto del Moby Fantasy in manutenzione a Genova. La stessa mattina, finito il servizio su questa tratta, si reca a Genova. Dalla sera del 22 marzo è noleggiato a Tirrenia-CIN e torna in servizio sulla Genova-Porto Torres insieme al Moby Ale Due.
Il 18 aprile 2025 torna in servizio nei collegamenti tra Genova e Olbia.
Dal 6 giugno al 29 settembre 2025 opererà anche nei collegamenti tra Genova e Bastia, in coppia con il gemello Moby Wonder.

## Incidenti
Il 16 ottobre 2005 la Moby Aki, nel corso di una traversata da Olbia a Livorno, speronò in navigazione una balena lunga 15 metri e pesante circa 18 tonnellate, arrivando presso il porto labronico col cetaceo incastrato sul bulbo di prua. Il cetaceo, verosimilmente già morto al momento dell'impatto, non causò danni e venne rimosso dai vigili del fuoco di Livorno.
Nella notte tra il 25 e il 26 gennaio 2024,mentre la Moby Aki era in navigazione da Genova a Porto Torres,una donna è misteriosamente caduta dal traghetto.Una volta che la nave è arrivata in porto,vista la presenza dell'auto della donna in garage,sono state avviate le ricerche.

## Navi gemelle
- Moby Wonder
- Finlandia (già Moby Freedom)
- Pascal Lota (già Superstar)